# Олехово (Междуреченский район)
Олехово — деревня в Междуреченском районе Вологодской области.
Входит в состав Старосельского сельского поселения, с точки зрения административно-территориального деления — в Старосельский сельсовет.
Расстояние по автодороге до районного центра Шуйского — 21 км, до центра муниципального образования Старого — 11 км. Ближайшие населённые пункты — Святогорье, Подгорново, Марковское.
По переписи 2002 года население — 2 человека.